# Seymour Cray
Seymour Roger Cray (28 de setembro de 1925 — 5 de outubro de 1996) foi um engenheiro eletrônico e arquiteto de supercomputadores estadunidense.
Projetou diversos computadores que foram os mais rápidos do mundo durante décadas, e fundou a Cray, que construiu a maioria desses computadores. Chamado "o pai dos supercomputadores", a ele é creditada a criação da indústria dos supercomputadores. Joel Birnbaum, então CTO da HP, disse sobre ele:
| “ | It seems impossible to exaggerate the effect he had on the industry; many of the things that high performance computers now do routinely were at the farthest edge of credibility when Seymour envisioned them. | ” |
|   | — Joel Birnbaum. |   |